# Pucel
Pucel ou Pocel est un démon issu des croyances de la goétie, science occulte de l'invocation d'entités démoniaques. 
La Pseudomonarchia Daemonum le mentionne en 38e position de sa liste de démons tandis que le Lemegeton ne le mentionne pas. Pucel est décrit comme un grand et puissant duc de l'enfer apparaissant sous la forme d'un ange obscur. Il répond sur les sciences occultes, enseigne la géométrie et les arts libéraux. Il génère de grand bruits et fait entendre le mugissement des eaux dans les lieux où il n'y en a pas. Il commande 48 légions. Selon Collin de Plancy, il pourrait être le même que Crocell